# メガ・モルディブ
メガ・モルディブ航空（英語：Mega Maldives Airlines）はモルディブのマレに本拠地を置く航空会社である。2010年に設立され、同年12月28日にマレ - ガン国際空港にて運航を開始した。2011年1月には、ガン - 香港間の国際線に就航した。2017年5月に定期便の運航を停止。

## 就航都市
2015年11月19日現在
- モルディブ : マレ (本拠地)
- 中国 : 北京、上海/浦東、瀋陽
- 香港： 香港
- マカオ : マカオ

- タイ : バンコク/スワンナプーム
- マレーシア : クアラルンプール
- インド : カリカット
- サウジアラビア : ジッダ

## 機材

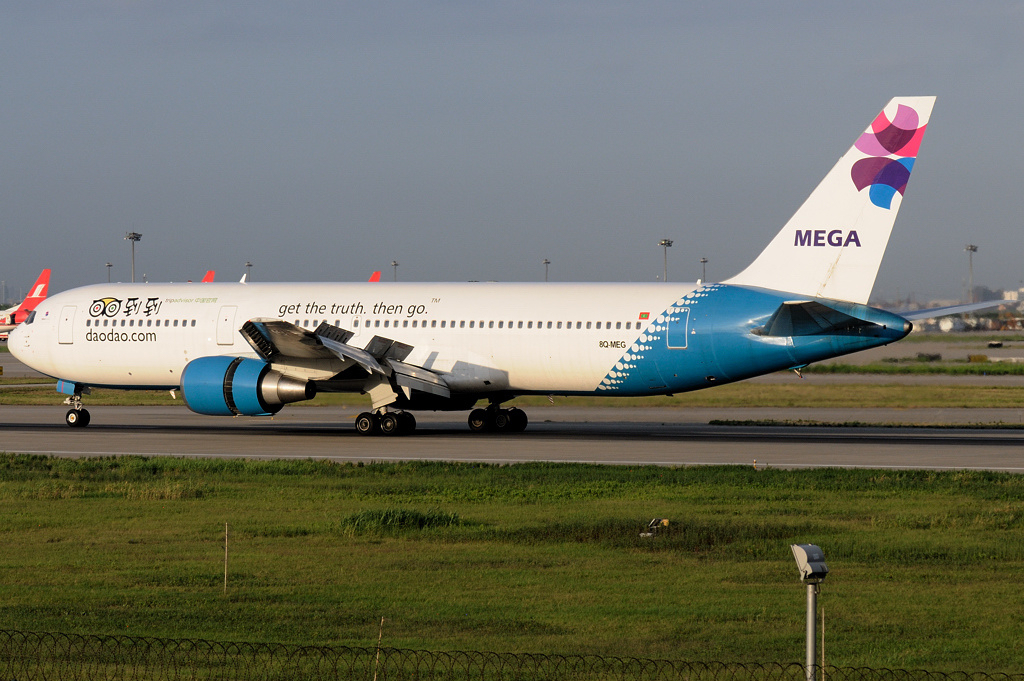
ボーイング767-300ER

### 定期チャーター便
- パラオ： コロール (マカオ経由)
- 日本:東京/成田 (北京経由)[2][3][4]

## 過去の事件・事故
- 2013年11月15日：上海からマレへ向かうLV199便（ボーイング757-200型機）が天候不良によって燃料が不足する恐れが出たことを理由に、45名の乗客に対して搭乗拒否を行った[6]。